# Сыроежка едкопластинковая
Сырое́жка едкопластинковая (лат. Russula acrifolia) — вид грибов, включённый в род Сыроежка (Russula) семейства Сыроежковые (Russulaceae).

## Описание
Шляпка 4—15 см в диаметре, мясистая, полукруглая, плоско-распростёртая, вогнуто-распростёртая, с опущенным, острым, гладким краем. Кожица приросшая, белая, с возрастом становится от буровато-серой до тёмно-бурой, иногда буро-оливковой.
Пластинки прикреплённые, нисходящие, часто расположенные, кремово-белого цвета, у старых грибов — жёлтые, иногда имеются бурые пятна.
Ножка 3—7 × 1,5—4 см, цилиндрической формы, твёрдая, её основание покрыто пятнами бурого цвета.
Мякоть белая, плотная. На воздухе её цвет изменяется следующим образом: сразу краснеет, затем становится серовато- или буровато-розовой, буро-серой. Вкус шляпки и ножки слегка островатый, при этом в пластинках он очень острый. Особого запаха не имеет. При действии железным купоросом окрашивается в зелёный цвет.
Споровый отпечаток белого цвета. Споры эллиптической формы, 7—9,5 × 6,5—7,5 мкм, орнаментация бородавчато-сетчатая. Базидии 40—65 × 10 мкм. Цистиды 65—100 × 5,5—10 мкм, их форма варьируется от цилиндрической до почти веретеновидной.
Гриб является съедобным.

## Экология и распространение
Образует микоризу с березой и сосной. Встречается редко, небольшими группами, в хвойных и лиственных лесах, преимущественно на нейтральных песчаных почвах, с июля по октябрь.
Распространен в Европе и на Кавказе.